# Runder Tisch Sexueller Kindesmissbrauch
Der Runde Tisch Sexueller Kindesmissbrauch in Abhängigkeits- und Machtverhältnissen in privaten und öffentlichen Einrichtungen und im familiären Bereich, kurz Runder Tisch Sexueller Kindesmissbrauch, wurde am 24. März 2010 durch Beschluss der deutschen Bundesregierung eingerichtet. Er tagte erstmals am 23. April 2010 und beschloss bei der fünften Plenumssitzung am 30. November 2011 seinen Abschlussbericht. Den Vorsitz teilten sich Bundesfamilienministerin Kristina Schröder, Bundesbildungsministerin Annette Schavan und Bundesjustizministerin Sabine Leutheusser-Schnarrenberger.
Der Runde Tisch sollte Möglichkeiten der Aufarbeitung, Verhaltensregeln und Lösungen im Umgang mit sexuellem Missbrauch von Kindern und Jugendlichen entwickeln: „Welche Art der Hilfe und Unterstützung benötigen die Opfer? Was ist zu tun, wenn Übergriffe geschehen sind? Welche Faktoren fördern Übergriffe auf Kinder und Jugendliche und wie lassen sich diese vermeiden?“ Seit Ende Januar 2010 waren zahlreiche Fälle sexuellen Missbrauchs in der römisch-katholischen Kirche in Deutschland bekannt geworden.
Zugleich mit der Einrichtung des Runden Tisches berief die Bundesregierung die frühere Familienministerin Christine Bergmann als Unabhängige Beauftragte zur Aufarbeitung des sexuellen Kindesmissbrauchs. Sie war Mitglied des Runden Tisches, arbeitete eng mit ihm zusammen und unterstützte seine Arbeit bis zum Ende ihrer Amtszeit am 31. Oktober 2011.

## Struktur und Arbeitsweise

### Teilnehmer
Zum Runden Tisch eingeladen waren Schul- und Internatsträger, die katholische und evangelische Kirche, Familienverbände und Vertreter von Ländern und Kommunen. Ferner zählten auch Mediziner und Vertreter von Lehrerverbänden zu den Eingeladenen.
Vorsitzende
1. Kristina Schröder, MdB, Bundesministerin für Familie, Senioren, Frauen und Jugend
2. Sabine Leutheusser-Schnarrenberger, MdB, Bundesministerin der Justiz
3. Annette Schavan, MdB, Bundesministerin für Bildung und Forschung

Weitere Mitglieder
1. Christine Bergmann, Unabhängige Beauftragte zur Aufarbeitung des sexuellen Kindesmissbrauchs (bis Ende Oktober 2011)
2. Antje Vollmer, Runder Tisch Heimerziehung in den 50er und 60er Jahren
3. Wolfgang Feuerhelm, Deutsche Gesellschaft für Prävention und Intervention bei Kindesmisshandlung und -vernachlässigung
4. Heinz Hilgers, Deutscher Kinderschutzbund
5. Monika Weber-Hornig, Bundesarbeitsgemeinschaft der Kinderschutzzentren
6. Anne Lütkes, Deutsches Kinderhilfswerk
7. Eva-Maria Nicolai, Bundesarbeitsgemeinschaft Feministischer Organisationen gegen Sexuelle Gewalt an Mädchen und Frauen
8. Bruno W. Nikles, Bundesarbeitsgemeinschaft Kinder- und Jugendschutz
9. Astrid Gutzeit, Arbeitskreis der Opferhilfen in Deutschland
10. Jürgen Witt, Weisser Ring
11. Michael Coester, Deutscher Familiengerichtstag
12. Gudrun Doering-Striening, Deutscher Anwaltverein
13. Christoph Frank, Deutscher Richterbund
14. Alexander Ignor, Bundesrechtsanwaltskammer
15. Klaus Tolksdorf, Bundesgerichtshof
16. Elisabeth Bußmann, Familienbund der Katholiken
17. Barbara König, Zukunftsforum Familie
18. Thomas Mörsberger, Deutsches Institut für Jugendhilfe und Familienrecht
19. Albin Nees, Deutscher Familienverband
20. Franz Resch, Deutsche Liga für das Kind
21. Christel Riemann-Hanewinckel, Evangelische Aktionsgemeinschaft für Familienfragen
22. Edith Schwab, Verband alleinerziehender Mütter und Väter Bundesverband
23. Donata Freifrau Schenck zu Schweinsberg, Bundesarbeitsgemeinschaft der Freien Wohlfahrtspflege
24. Ingo-Rolf Weiss, Deutscher Olympischer Sportbund
25. Konrad von der Beeke, Verband Katholischer Internate und Tagesinternate
26. Michael Büchler, Verband Deutscher Privatschulverbände
27. Benjamin Frank Hilbert, Bundesschülerkonferenz
28. Josef Kraus, Deutscher Lehrerverband
29. Arnd Rutenbeck, Evangelische Internate in Deutschland
30. Andreas Gehrke, Gewerkschaft Erziehung und Wissenschaft
31. Hans-Peter Vogeler, Bundeselternrat
32. Klaus Michael Beier, Charité – Universitätsmedizin Berlin Institut für Sexualwissenschaft und Sexualmedizin
33. Jörg Fegert, Universitätsklinik Ulm – Klinik für Kinder- und Jugendpsychiatrie/Psychotherapie
34. Wolfram Hartmann, Berufsverband der Kinder- und Jugendärzte
35. Matthias Katsch, Betroffener, Kontext Katholische Kirche
36. Henning Stein, Betroffener, Kontext Mitbetroffener, Elternteil eines betroffenen Jugendlichen,
37. Maren Ruden, Betroffene, Kontext Familie
38. Frank Häßler, Deutsche Gesellschaft für Kinder- und Jugendpsychiatrie, Psychosomatik und Psychotherapie
39. Fredi Lang, Berufsverband Deutscher Psychologinnen und Psychologen
40. Michael Osterheider, Universität Regensburg am Bezirksklinikum Regensburg
41. Mechthild Wolff, Hochschule Landshut – Fakultät Soziale Arbeit
42. Peter Mosser, Kontakt-, Informations-, Beratungsstelle für männliche Opfer sexueller Gewalt, Kinderschutz
43. Stephan Ackermann, Deutsche Bischofskonferenz
44. Karl Jüsten, Deutsche Bischofskonferenz
45. Stefan Dartmann, Deutsche Provinz der Jesuiten
46. Bernhard Felmberg, Rat der Evangelischen Kirche in Deutschland
47. Jörg Uwe Hahn, MdL, Hessischer Minister der Justiz, für Integration und Europa
48. Angela Kolb-Janssen, Ministerin der Justiz des Landes Sachsen-Anhalt
49. Beate Merk, MdL, Bayerische Staatsministerin der Justiz und für Verbraucherschutz
50. Manuela Schwesig, Vorsitzende der Jugend- und Familienministerkonferenz
51. Dietrich Wersich, Jugend- und Familienministerkonferenz
52. Ludwig Spaenle, MdL, Präsident der Kultusministerkonferenz
53. Verena Göppert, Bundesvereinigung der kommunalen Spitzenverbände
54. Siegfried Kauder, MdB, Vorsitzender des Rechtsausschusses des Deutschen Bundestages
55. Sibylle Laurischk, MdB, Vorsitzende des Ausschusses für Familie, Senioren, Frauen und Jugend des Deutschen Bundestages
56. Ulla Burchardt, MdB, Vorsitzende des Ausschusses für Bildung, Forschung und Technikfolgenabschätzung des Deutschen Bundestages
57. Ingrid Fischbach, MdB, Bundestagsfraktion CDU/CSU
58. Marlene Rupprecht, MdB, Bundestagsfraktion SPD
59. Christian Ahrendt, MdB, Bundestagsfraktion FDP
60. Diana Golze, MdB, Bundestagsfraktion DIE LINKE
61. Ekin Deligöz, MdB, Bundestagsfraktion BÜNDNIS 90/DIE GRÜNEN

### Sitzungen
Die konstituierende Sitzung des Runden Tisches fand am 23. April 2010 statt, die zweite Sitzung des Plenums folgte am 30. September. Am 10. November wurden Betroffene angehört. Bei der dritten Plenumssitzung am 1. Dezember wurde ein Zwischenbericht verabschiedet. Die vierte Plenumssitzung fand am 6. Juni 2011 statt. Am 3. November 2011 folgte eine Arbeitssitzung, die sich mit dem Abschlussbericht beschäftigte. Bei der fünften Plenumssitzung am 30. November 2011 wurde der Abschlussbericht verabschiedet.

### Arbeitsgruppen
Drei Arbeitsgruppen wurden eingerichtet:
- Arbeitsgruppe I „Prävention – Intervention – Information“. Vorsitz: Bundesfamilienministerin Kristina Schröder. Konstituierende Sitzung am 25. Mai 2010.[6]
- Arbeitsgruppe II „Durchsetzung des staatlichen Strafanspruchs – Rechtspolitische Folgerungen – Anerkennung des Leidens der Opfer in jeglicher Hinsicht“. Vorsitz: Bundesjustizministerin Sabine Leutheusser-Schnarrenberger. Konstituierende Sitzung am 20. Mai 2010.[6]
- Arbeitsgruppe III „Forschung, Lehre und Ausbildung“. Vorsitz: Cornelia Quennet-Thielen, Staatssekretärin im Bundesministerium für Bildung und Forschung. Konstituierende Sitzung am 7. Juni 2010.[6]

Außerdem wurden zehn „Unterarbeitsgruppen“, zwei „Arbeitskreise“ und drei „Expertinnen- und Expertengruppen“ gebildet, die jeweils einer Arbeitsgruppe zugeordnet waren. Eine weitere Unterarbeitsgruppe war als gemeinsame Unterarbeitsgruppe der Arbeitsgruppen I und III konzipiert.

## Ergebnisse
Im Abschlussbericht vom 30. November 2011 wurde vorgeschlagen, ein ergänzendes Hilfesystem für Betroffene von sexuellem Missbrauch zu entwickeln. Zur Umsetzung dieser Empfehlung wurde im Mai 2013 ein Fonds Sexueller Missbrauch gegründet, an dem sich der Bund mit 50 Millionen Euro, das Land Mecklenburg-Vorpommern mit 1,03 Millionen Euro und der Freistaat Bayern mit 7,61 Millionen Euro beteiligten.
Der Runde Tisch Sexueller Kindesmissbrauch hat keine Empfehlungen zur institutionellen Aufarbeitung abgegeben. Vereinzelt erfolgen Aufarbeitungen innerhalb der jeweiligen Institutionen selbst, ein Gesamtkonzept ist nicht feststellbar.

## Kritik
Der Runde Tisch Sexueller Kindesmissbrauch geriet insbesondere dadurch in die Kritik, dass an ihm keine Opferverbände teilnahmen. Schließlich wurden acht Betroffene zur dritten Sitzung des Runden Tisches zugelassen. Ein im April 2010 gegründeter Verein von Missbrauchsopfern gab sich den Namen Eckiger Tisch, um sich damit deutlich vom Runden Tisch abzugrenzen, „an dem die Betroffenen nicht beteiligt wurden“.
Der Runde Tisch wurde schon vor seiner ersten Sitzung kritisiert. Wolfgang Donsbach sagte: „Ich halte es nicht für ein Thema der Bundespolitik. […] Man will möglicherweise ein wenig das Feuer austreten, indem man zeigt, man kümmert sich.“ Noch deutlicher wurde Renate Künast: „Der Runde Tisch ist definitiv nicht die Lösung. Das ist eine Verkleisterung, geboren aus dem Bestreben Angela Merkels, ein Deckmäntelchen der Nächstenliebe über die katholische Kirche zu legen.“ Künast verlangte eine unabhängige Kommission des Bundestags und einen Entschädigungsfonds. Ursula Enders, eine der Gründerinnen und heute Leiterin von Zartbitter, sah im Runden Tisch einen „hilflosen Versuch“.
Heinz Hilgers, Präsident des Deutschen Kinderschutzbundes, sagte nach der ersten Sitzung: „Mir dauert das viel zu lange.“ Er befürchte, dass das Thema wieder von der Tagesordnung der Öffentlichkeit verschwinde.
Der Journalist Peter Wensierski stellte im März 2011 fest, dass am Runden Tisch immer noch keine wesentlichen Fortschritte erzielt worden seien, was daran liege, dass nicht die Interessen der Opfer im Zentrum standen, sondern die Interessen der zahlreichen teilnehmenden Institutionen und Parteien.